# Longitarsus quadriguttatus
Longitarsus quadriguttatus är en skalbaggsart som först beskrevs av |Erik Pontoppidan 1763.  Longitarsus quadriguttatus ingår i släktet Longitarsus och familjen bladbaggar. Enligt den svenska rödlistan är arten starkt hotad i Sverige. Arten förekommer i Götaland. Artens livsmiljö är jordbrukslandskap, stadsmiljö, havsstränder. Inga underarter finns listade i Catalogue of Life.